# 克拉马耶
克拉马耶（法語：Cramaille，法語發音：[kʁamaj]）是法国上法蘭西大區埃纳省的一个市镇，属于苏瓦松区。

## 地理
克拉马耶（49°13'46"N, 3°27'17"E）面积8.12 平方千米，位于法国上法蘭西大區埃纳省，该省份为法国北部内陆省份，北起北部省，西接索姆省和瓦兹省，东临阿登省和马恩省，西南至塞纳-马恩省，东北部与比利时接壤。
与克拉马耶接壤的市镇（或旧市镇、城区）包括：阿尔西圣雷斯蒂蒂、伯尼厄、布吕耶尔叙费尔、萨波奈。

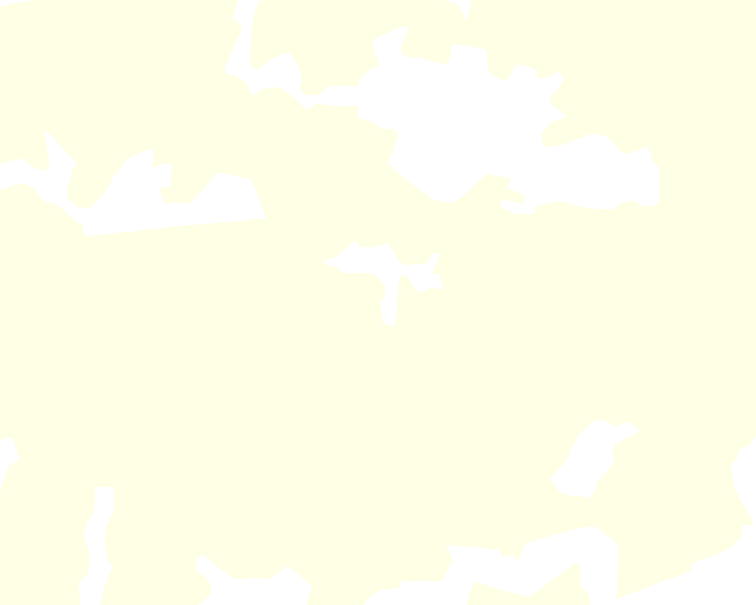
克拉马耶的OSM定位图

克拉马耶的时区为UTC+01:00、UTC+02:00（夏令时）。

## 行政
克拉马耶的邮政编码为02130，INSEE市镇编码为02233。

## 政治
克拉马耶所属的省级选区为维莱科特雷县。

## 人口

1962-2008年间克拉马耶人口变化图示

克拉马耶于2022年1月1日时的人口数量为133人。